# エネ川

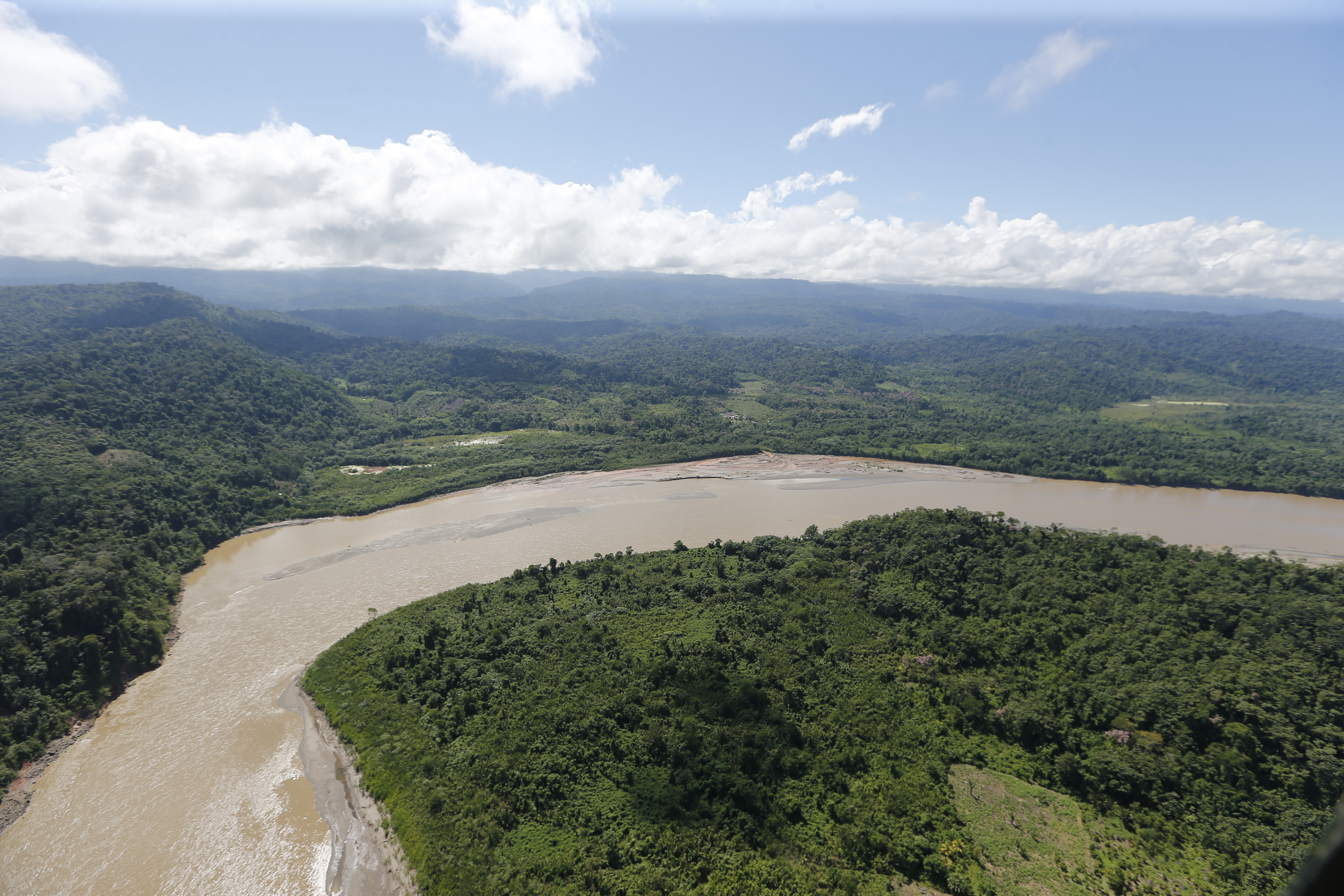
エネ川

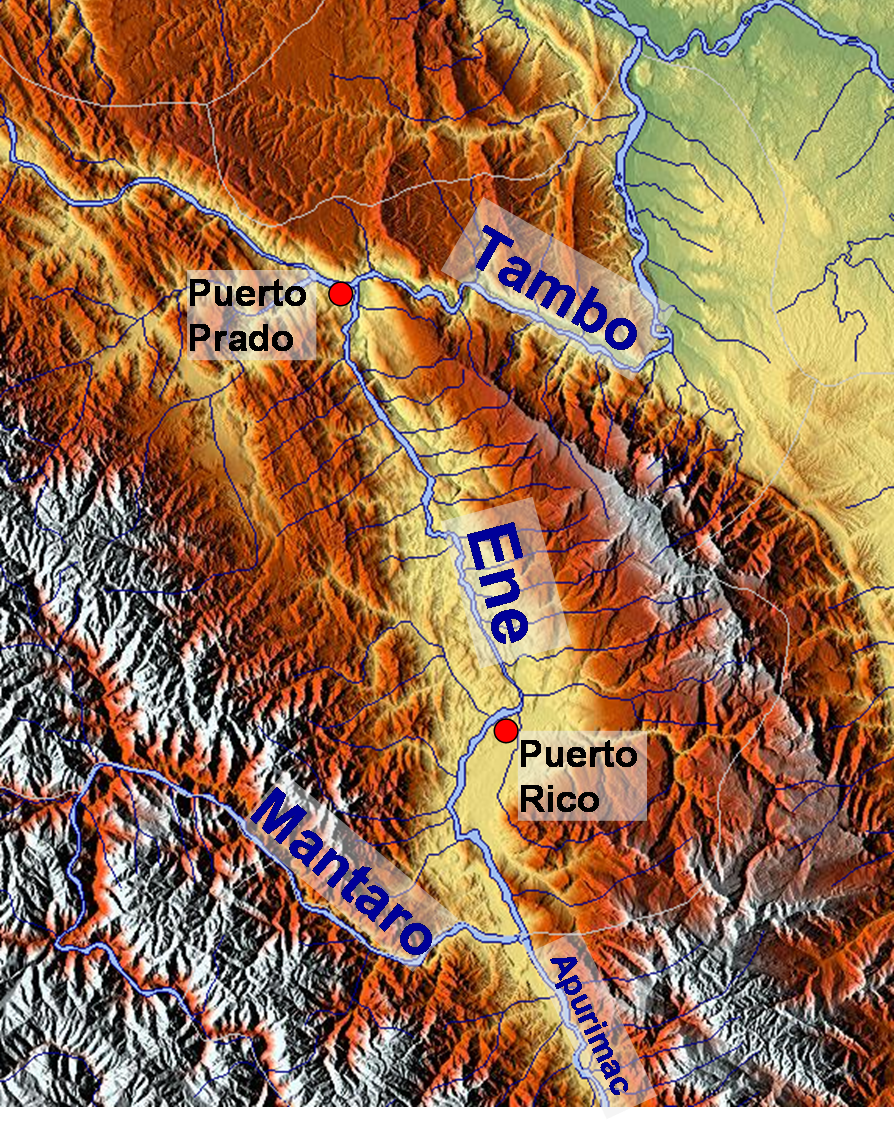

エネ川（エネかわ、スペイン語: Río Ene）は、ペルーの、アンデス山脈東側斜面を流れるアマゾン川水系の川。
マンタロ川とアプリマック川との合流によりエネ川となり、北へ180.6km流れた後、プエルト・プラドの町でペレネ川と合流し、そこからはタンボ川となる。マンタロ川とアプリマック川の合流地点では、ペルーの3つの県、フニン県、クスコ県、アヤクーチョ県が接している。